# هکتور باربرا
هکتور باربرا (به انگلیسی: Héctor Barberá) ( زاده:۲ نوامبر ۱۹۸۶ ) در اسپانیا و راننده موتو جی‌پی می‌باشد .
و هم‌اکنون برای تیم دوکاتی رانندگی می‌کند.